# Observatorio de Berna-Zimmerwald
El observatorio de Berna-Zimmerwald (originalmente Observatorium Zimmerwald) es un observatorio astronómico operado por el Instituto Astronómico de la Universidad de Berna (Astronomisches Institut der Universität Bern). Construido en 1956 está situado a 10 km al sur de Berna, Suiza, cerca de Zimmerwald.
El telescopio de un metro de apertura ZIMLAT fue inaugurado en 1997.